# Firmin
Firmin is een Belgische film uit 2007 geregisseerd door Dominique Deruddere. De hoofdrollen worden vertolkt door Chris Van den Durpel en Jan Decleir.

## Verhaal
Firmin Crets (Chris Van den Durpel) was in 1979 een van de beste boksers van België. Maar bijna dertig jaar later werkt hij als klusjesman in de boksclub "De knock out" van zijn gewezen tegenstander Freddy White (Jan Decleir). Op een dag komt Mohammed naar de boksclub omdat hij getraind wil worden door Firmin, maar White wil hem niet hebben vanwege zijn afkomst. Hij gooit Mohammed eruit en nadien wordt ook Firmin ontslagen. Firmin aanvaardt uiteindelijk de uitdaging om Mohammed te trainen en krijgt daarbij de hulp van Germaine waarmee hij vroeger samen was. Ze bereiden zich voor op het Belgisch kampioenschap maar moeten het tijdens de laatste wedstrijd opnemen tegen de beste bokser van Freddy White en huidig kampioen van België.

## Rolverdeling
| Acteur               | Personage                       |
| -------------------- | ------------------------------- |
| Chris Van den Durpel | Firmin Crets                    |
| Jan Decleir          | Freddy White                    |
| Said Assissi         | Mohammed Boutrous               |
| Annick Christiaens   | Germaine                        |
| Cathérine Kools      | Lies                            |
| Peter Van den Begin  | Jespers                         |
| Frank Focketyn       | Voorzitter boksclub "Knock Out" |
| Kurt Vandendriessche | Raymond                         |

## Citaten
- Firmin Crets: "Aaah. Dag schone jongen. En ge ziet er weer zo fris uit..."
- Firmin Crets: "Een kip is soms geen hond..."
- Firmin Crets: "Nie proper he."